# Human Life International
Human Life International (HLI) ist nach eigenen Angaben die weltweit größte Lebensrechtsorganisation. HLI stammt aus den USA und hat 59 Aktionszentralen in 51 Ländern, darunter in Österreich und der Schweiz.

## Gründung und Arbeitsfeld
Die Organisation wurde 1981 von Benediktinermönch Paul Marx (1920–2010) gegründet. Ihr deklariertes Ziel ist es, „die Botschaft der Heiligkeit des Lebens und der Familie mit Gebeten, Gottesdiensten und Lehren in die Welt zu tragen, so wie es die römisch-katholische Kirche vorschreibt“: 
“The mission of HLI is to promote and defend the sanctity of life and family around the world according to the teachings of the Roman Catholic Church through prayer, service and education.”

Diese Zielsetzung beinhaltet nicht nur Aktionen gegen Abtreibungen, sondern auch gegen Geburtenkontrolle allgemein: 
“We exist not only to fight the evils of abortion, contraception, sex education and family breakdown, but also to bring the good news of the Gospel of Life to the nations.” („Wir existieren nicht nur, um gegen das Böse der Abtreibung, Verhütung, Sexualaufklärung und Familienzerstörung zu kämpfen, sondern auch um den Nationen die Frohe Botschaft des Lebens zu bringen“)
Die Organisation veranstaltet „Missionarsreisen“ (Pro-Life missionary trips) von den USA aus in alle Regionen der Welt, um vor Kliniken zu demonstrieren und zu beten. Wie andere Lebensrechtsorganisationen führt HLI Schwangerschaftsberatungen für ungewollt Schwangere durch.

## Aktivitäten
2005 ging die Wiener Abtreibungsklinik Lucina nach militanten Störaktionen von HLI Österreich in Konkurs. Die Räumlichkeiten wurden von HLI aufgekauft, um dort ein „Babycaust-Museum“ einzurichten. Kritiker von HLI wurden (erfolglos) wegen übler Nachrede verklagt.

## Kritik
HLI geriet in die Kritik internationaler Menschenrechts- und Gesundheitsorganisationen, da ihre Missionare insbesondere in afrikanischen Ländern gegen jegliche Art von Verhütung und stattdessen für eheliche Treue predigen und damit hinsichtlich der Anti-AIDS-Politik eine andere Linie verfolgen als die WHO.
Nach Ansicht von Feministinnen, die auf die Rechtmäßigkeit von Abtreibungen verweisen, übt HLI Psychoterror gegen Frauen aus, die ihre Schwangerschaft abbrechen wollen. Frauen, die eine Wiener Abtreibungsklinik betreten wollten, seien aus dem Umfeld des österreichischen HLI als „Mörderinnen“ bezeichnet worden. In Wien wurde dem taz-Bericht zufolge eine abtreibungswillige Frau in eines der Lebenszentren von HLI gelockt und dort angeblich stundenlang in einem Raum zum Singen und Beten gezwungen.